# Bad (альбом)
Bad (с афр. амер. — «Крутой») — седьмой студийный альбом американского автора-исполнителя Майкла Джексона. Был выпущен на лейбле Epic Records 31 августа 1987 года, продюсерами пластинки стали сам Джексон и Куинси Джонс — Bad стал их третьей и последней совместной работой. Песни в альбоме выдержаны в жанрах фанка, ритм-н-блюза, госпела, поп-рока, хард-рока, свинга и блюза.
Джексон написал девять из одиннадцати песен, попавших в окончательный список композиций. В сентябре 1987 года Bad дебютировал на вершинах американского чарта Billboard 200 и британского UK Albums Chart, всего пластинка возглавила хит-парады 25-ти стран мира. В период с 1987 по 1989 год из Bad было выпущено девять синглов, наибольшего успеха добились первые пять из них: «I Just Can't Stop Loving You», «Bad», «The Way You Make Me Feel», «Man in the Mirror» и «Dirty Diana» — они возглавили американский чарт Billboard Hot 100, таким образом, был установлен рекорд по количеству синглов из одного альбома, побывавших на вершине хит-парада. Мировые продажи пластинки по разным источникам составляют от 30 до 45 миллионов экземпляров. В 1988 и 1990 году Bad получил две статуэтки «Грэмми».
На девять песен из альбома были сняты видеоклипы. Для продвижения пластинки Джексон снялся в главной роли музыкального фильма «Лунная походка», релиз ленты состоялся на видеокассетах в начале 1989 года. По мотивам фильма с 1989 по 1990 год выпускалась видеоигра Michael Jackson's Moonwalker.
В сентябре 1987 года, почти сразу после релиза альбома, Джексон отправился в мировой тур в его поддержку — Bad World Tour. Серия концертов продлилась 18 месяцев и стала самым прибыльным концертным турне сольного исполнителя в 1980-х годах.
Альбом дважды был переиздан, впервые — в 2001 году под названием Bad: Special Edition. Выпуск второго переиздания, Bad 25, состоялся в 2012 году в честь 25-летия пластинки. Оба релиза включали в себя бонусные материалы и ранее невыпущенные песни.

## Предыстория
Спустя три года после релиза альбома Off The Wall (1979 г.), Джексон выпустил Thriller (1982 г.). Пластинка получила высокие оценки от критиков и имела огромный коммерческий успех. Рецензенты отмечали, что с её помощью певец вывел своеобразную «формулу», позволяющую смешать жанры поп, рока и ритм-н-блюза и помог своим коллегам вступить в эпоху «кроссовера». Кроме того, музыкант трансформировал на тот момент примитивные видеоклипы в новую форму искусства, используя сюжетные линии, танцы и спецэффекты. Он сумел пробить расовые барьеры на телевидении и попасть в регулярную ротацию на американских рок-радиостанциях. В 1984 году альбом собрал 8 статуэток «Грэмми», тогда же мировые продажи пластинки превысили 25 млн экземпляров и она стала самым продаваемым альбомом в мире, а музыкант был включён в Книгу рекордов Гиннесса. В том же году певец вместе с группой The Jacksons выпустил пластинку Victory и поехал в последний совместный тур с коллективом по США и Канаде в её поддержку. На заключительном концерте турне Джексон объявил о том, что покидает группу.
В 1985 году певец принял участие в благотворительном проекте USA for Africa: в соавторстве с Лайонелом Ричи он написал песню «We Are the World». В записи поучаствовали 45 американских артистов, средства от продаж сингла и одноимённого альбома были направлены на помощь голодающим Африки. Композиция стала первым мультиплатиновым и самым быстро продаваемым синглом в истории популярной музыки США. В 1986 году «We Are the World» собрала четыре награды «Грэмми».
В то же время вместе с Фрэнсисом Фордом Копполой и Джорджем Лукасом Джексон работал над 3D-фильмом «Капитан Ио»: на основе 17-минутной короткометражной ленты был создан первый 4D-аттракцион с иллюзией полного погружения. Он был запущен в сентябре 1986 года в калифорнийском Диснейленде и ещё нескольких парках развлечений по всему миру. Несмотря на это Джексон тогда практически исчез с глаз публики: не выступал, не давал интервью и не выпускал нового материала.

## История создания
Джексон продолжил сотрудничество с продюсером Куинси Джонсом, однако захотел расширить свои творческие рамки с целью иметь как можно больший контроль над готовящимся материалом. И без того далёкие от идеала отношения между музыкантом и продюсером натянулись ещё больше. В результате, Bad стал их последней совместной работой. Пытаясь достигнуть своей цели, в 1985 году певец начал работу в своей домашней студии в Энсино. Затем он переслал многочисленные плёнки с записями в Westlake Recording Studios, где уже вместе с Джонсом и звукорежиссёром Брюсом Свиденом дорабатывал или отвергал демоверсии. Всего для альбома Джексон написал 62 песни и собирался издать 33 из них на тройном альбоме, однако Куинси Джонс отговорил певца от этой идеи. Как и для Thriller, для новой пластинки команда рассмотрела сотни демоверсий. Между музыкантом и продюсером завязалась борьба в процессе выбора треков для альбома: теми, что Джексон написал сам и теми, что принёс в студию Джонс. В результате, певец стал автором девяти из одиннадцати песен, отобранных в окончательный список композиций: «Bad», «The Way You Make Me Feel», «Speed Demon», «Liberian Girl», «Another Part of Me», «I Just Can't Stop Loving You», «Dirty Diana», «Smooth Criminal» и «Leave Me Alone». Джонс собрал отдельную команду авторов и потребовал от них «как минимум четыре песни, сражающие наповал», в трек-лист из предложенных ими композиций вошли две: «Just Good Friends» и «Man in the Mirror». Известно, что финальный отбор не прошли такие песни, как «Don’t Be Messing Around», «Tomboy», «Fly Away», «Turning Me Off», «Al Capone», «Price of Fame», «Streetwalker» и многие другие. Некоторые из них вошли в переиздания альбома, другие остаются невыпущенными. По словам Брюса Свидена, на записи «Don’t Be Messing Around» Джексон сам сыграл себе на рояле. «Price of Fame» была заранее запланирована в качестве главной темы для рекламных роликов Pepsi: в бюро по авторским правам США она была зарегистрирована с изменённым для них текстом, но, поскольку песня так и не попала в трек-лист пластинки, вместо неё в рекламе звучала «Bad». Композицию «Fly Away» певец позднее отдал своей старшей сестре Ребби Джексон, она выпустила её в своём альбоме Yours Faithfully в 1998 году. Всего на запись Bad ушло 800 мультитрековых плёнок.
Ассистент звукорежиссёра Расс Рагсдейл вспоминал: «По представлениям Майкла начинать запись новой пластинки нужно с создания новых, свежих звуков, которые раньше никто не слышал». Джексон сам записал весь бэк-вокал для альбома. В студии к певцу присоединились гитарист Билли Айдола, Стив Стивенс, хор Андре Крауча, The Winans и участники группы Toto Стив Поркаро и Дэвид Пейч. Критики отмечали, что, используя синтезаторы, Джексон добился гораздо более агрессивного звучания, чем ранее, работая с аналоговыми технологиями. Это и было целью музыканта, однако в процессе записи команда, наряду с новой цифровой техникой, продолжала пользоваться и старой. Например, создавая новое звучание ударных, Свиден сначала сводил ритм на 16-трековой плёнке и только затем переводил его в цифровой формат: таким образом, получался механический, но «жирный» звук, характерный для аналоговой техники — певец очень любил такое звучание. Команда Джексона и Джонса окончательно оставила диско позади, результатом работы стала пластинка в жанрах поп-музыки, рока, фанка и ритм-н-блюза. Первоначально новый альбом должен был называться Smooth Criminal, однако, по просьбе Куинси Джонса, титульным треком стала песня «Bad».

### Особенности композиций альбома
Альбом открывают три ритмичные композиции: титульный трек, «The Way You Make Me Feel» и «Speed Demon». «Liberian Girl» резко меняет атмосферу — после ревущих двигателей в предыдущей песне, становится слышно пение птиц и звуки природы. Темп снова повышается далее в «Another Part of Me» и переходит в мелодичный госпел «Man in the Mirror». В заключительной части представлены наиболее агрессивные и тревожные песни с элементами рока: «Dirty Diana», «Smooth Criminal» и «Leave Me Alone».
- «Bad». «Bad», выдержанную в жанре фанка с элементами хип-хопа, Джексон написал в середине 80-х гг. после того, как прочёл историю об убийстве чернокожего подростка белым полицейским в Гарлеме[35][37][38]. В 1987 году певец в интервью Ebony и Jet объяснил, в каком значении он употребляет слово «bad» в песне и названии новой пластинки: «Не воспринимайте его слишком серьёзно, я использую это слово, чтобы сказать: „Ты крут, ты силён, всё в порядке“. Я не имею в виду „плохой“ в преступном смысле, хотя, конечно, люди так это и воспримут»[1]. Первоначально песня задумывалась как дуэт Джексона и Принса: записанная совместно композиция могла стать иллюстрацией к соперничеству, разыгравшемуся тогда между музыкантами[22][39]. Рассмотрев предложение, Принс отказался от сотрудничества[22][40].

- «The Way You Make Me Feel». Свинговый ритмический рисунок, шаффл[англ.], и блюзовые гармонии являются одними из главных особенностей песни «The Way You Make Me Feel»[41][42][43]. Певец написал композицию с таким ритмом по просьбе его матери[44]. В тексте Джексон признаётся девушке в чувствах, которые он к ней испытывает, рабочим названием было «Hot Fever»[45]. Песня является одной из самых энергичных композиций в альбоме, отличающихся быстрым развитием[30].
- «Speed Demon». Критики определили жанр композиции как фанк с высокотехнологичным рок-звучанием («high-tech rock»), она показалась рецензентам авангардной в контексте музыки конца 80-х[46][47]. Песня была написана музыкантом после того, как по пути в студию его оштрафовали за превышение скорости[22]. В тексте певец повествует об автомобильной погоне. Ударные и синтезаторы имитируют звуки переключения передач мотоцикла, Джексон демонстрирует низкий и жёсткий вокал в куплетах и фальцет в бридже[47].
- «Liberian Girl». Мечтательный экзотический роман описывается в джазовой «Liberian Girl»[48]. Песня стала одной из первых в западной культуре композиций, воспевающих красоту африканской женщины[49]. Балладу с рабочим названием «Pyramid Girl» певец написал для совместного альбома с группой The Jacksons Victory[англ.] в 1983 году[50]. Позднее он переименовал её и записал для своей пластинки Bad[50]. В студию была приглашена южноафриканская джазовая певица Летта Мбулу[англ.], в начале песни и каждого куплета она произносит слова на языке суахили: «Nakupenda pia — nakutaka piya — mpenziwe» (суах. «Я тоже люблю тебя — я тоже хочу тебя — любовь моя»)[34].
- «Just Good Friends». Джексон заранее договорился со Стиви Уандером о том, что на Bad будет выпущен их дуэт, оставалось подобрать подходящую композицию[51]. Синти-фанковая «Just Good Friends» была написана для певца Терри Бриттеном[англ.] и Грэхэмом Лилом[англ.], именно её Джексон выбрал для дуэтной записи с Уандером[46][51][52].
- «Another Part of Me». Отбирая песни для альбома, музыкант хотел, чтобы в список композиций вошла его песня «Streetwalker», однако Куинси Джонс в последний момент переубедил его, и вместо неё в альбом включили ритм-н-блюзовую «Another Part of Me»[53]. Она была написана певцом в 1985—86 гг. в качестве саундтрека к короткометражному 3D-фильму «Капитан Ио»[17].

- «Man in the Mirror». «Man in the Mirror», выдержанная в жанре госпела, была написана для Джексона Саидой Гарретт[англ.] и Гленом Баллардом[46][54]. Эти авторы оказались в числе тех, кого Джонс попросил написать несколько композиций для Bad[54]. Певец был впечатлён демоверсией Гарретт и решил записать трек[55]. Текст призывает слушателей, прежде всего, взглянуть на себя со стороны и измениться к лучшему: таким образом можно изменить к лучшему и весь мир вокруг[46]. Для записи бэк-вокала музыкант пригласил в студию хор Андре Крауча[англ.], он попросил хористов создать госпел-звучание, похожее на церковные песнопения[56].
- «I Just Can’t Stop Loving You». Джексон планировал записать балладу «I Just Can’t Stop Loving You» дуэтом с Барброй Стрезанд, но певица не приехала в студию в назначенный день[57][58]. Уитни Хьюстон также ответила отказом[57][58]. Тогда в записи вновь приняла участие Саида Гарретт. Певица рассказала, что Джонс неожиданно пригласил её в студию. Она думала, что её попросят помочь закончить «Man in the Mirror» и была очень удивлена, когда продюсер дал ей текст «I Just Can’t Stop Loving You»[59]. Помимо версии на английском языке Джексон и Гарретт записали песню на испанском и французском: «Todo Mi Amor Eres Tu» и «Je Ne Veux Pas La Fin De Nous» соответственно[60]. Они были выпущены в переизданиях альбома певца[61][62].

- «Dirty Diana». «Dirty Diana» — песня о любовном треугольнике между артистом, его девушкой и настойчивой поклонницей-групи[63]. Джексон хотел написать для нового альбома песню с тяжёлым рок-звучанием. В студию был приглашён гитарист Билли Айдола Стив Стивенс[58]. Результатом работы стала композиция, выдержанная в жанрах поп-рока, хард-рока и метала[43][46][64]. «Dirty Diana» звучит мрачнее и острее других песен из альбома, она стала одним из экспериментов Джексона со звуком[65].
- «Smooth Criminal». В середине 80-х гг. певец решил написать песню на гангстерскую тематику. В 1985 году он записал демоверсию композиции под названием «Chicago 1945», повествовавшую об атмосфере Чикаго середины 1940-х гг. По словам звукорежиссёра Мэтта Форджера, песня, возможно, стала толчком для создания другой композиции на гангстерскую тематику — «Al Capone»[66]. В свою очередь, песня, источником вдохновения для которой послужила реальная историческая фигура, Аль Капоне, стала основой следующей композиции — фанковой «Smooth Criminal»[66][67]. По мнению критиков, слушая «Al Capone», можно проследить её эволюцию в «Smooth Criminal»[68]. В тексте певец повествует об убийстве девушки по имени Энни «ловким преступником». В первом куплете история рассказывается в третьем лице, а в припеве Джексон поёт от первого лица, используя местоимение «мы» и обращаясь непосредственно к жертве: «Annie, are you okay? Will you tell us, that you’re okay?» (с англ. — «Энни, ты в порядке? Ты скажешь нам, что ты в порядке?»). Такая смена местоимений позволяет слушателю почувствовать себя любым действующим лицом рассказанной истории: Энни, убийцей или свидетелем преступления[69].
- «Leave Me Alone». CD-издание альбома завершает агрессивная «Leave Me Alone», выдержанная в жанрах фанка и поп-рока и сочетающая в себе шаффл и элементы хард-рока[46][67][70]. Джексон объяснял, что несмотря на то, что текст композиции повествует о расставании парня и девушки, он вложил в него и другой смысл. К концу 80-х гг. певец оказался под сильным давлением жёлтой прессы, и в песне музыкант призывает оставить его в покое[71].

### Визуальная атрибутика

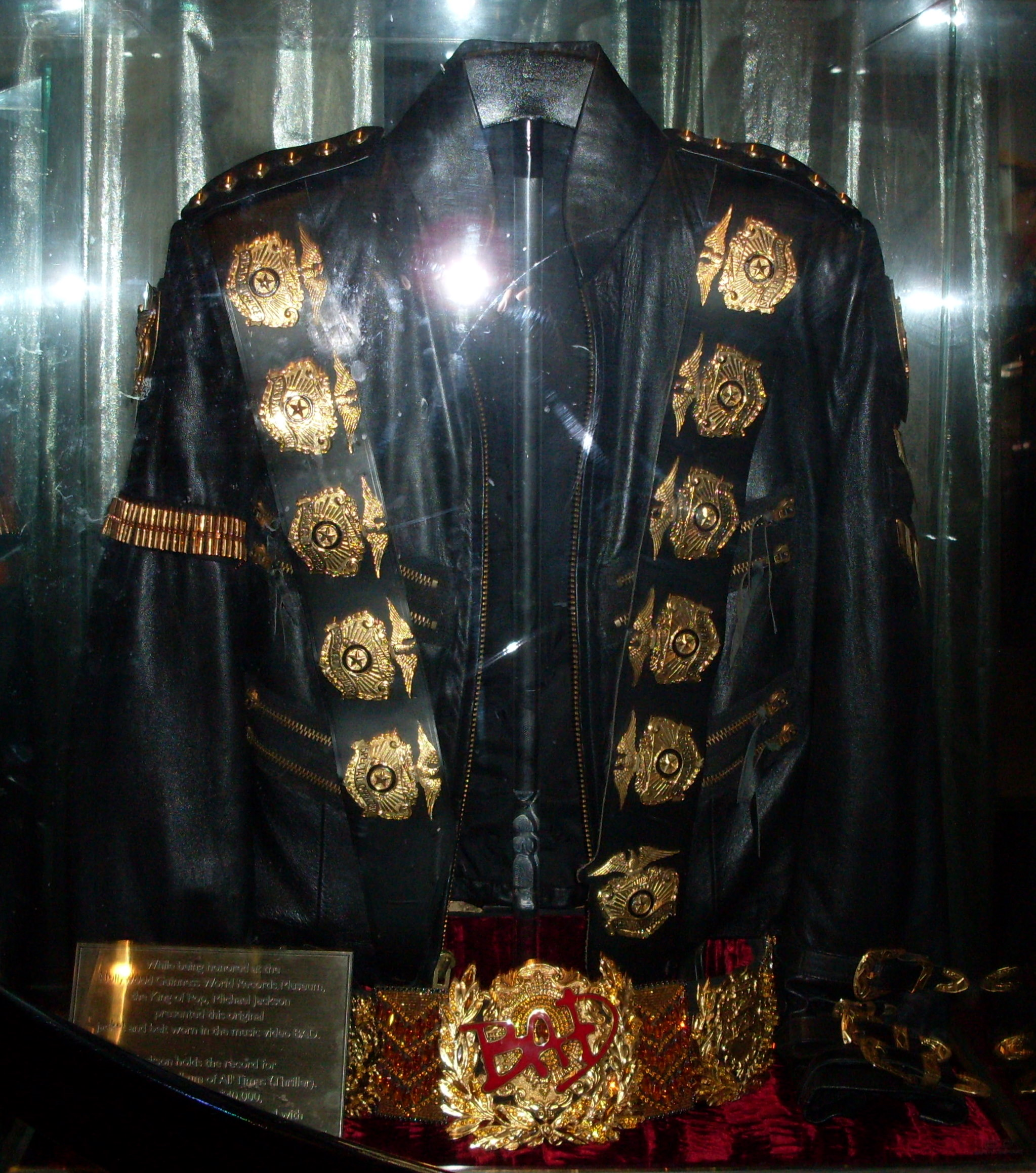
Куртка, украшенная полицейскими значками, и металлический пояс — эти предметы гардероба Джексон надевал на концертах Bad World Tour

Создавая новый альбом, Джексон задумывался и о новом образе, который визуально дополнил бы звучание пластинки. Костюмер певца Майкл Буш вспоминал: «Поскольку Bad был наполнен уличной музыкой, был выдержан в стиле урбан, он искал что-то подобное в одежде». По этой причине новыми элементами в костюмах певца в конце 1980-х стали пряжки, ремни, увесистые пояса, полицейские значки, и байкерские аксессуары.
Однажды, гуляя по бульвару Мелроуз в Голливуде, Джексон приобрёл в одном из магазинов одежды понравившиеся ему хлопчатобумажные куртку и брюки. Певец отвёз предметы гардероба в ателье, где попросил нашить на них как можно больше ремней и пряжек, так был создан костюм для видеоклипа «Bad». В нём Джексон появился и на обложке альбома. Образ дополнили сшитые на заказ ботинки, задние части которых были обиты металлом. Для тура в поддержку пластинки костюмеры нашили на куртку и брюки ещё больше пряжек и ремней.
В видеоклипе на «Dirty Diana» певец должен был появиться в чёрной кожаной куртке, однако на костюмированной репетиции он остался ею недоволен. Вместо куртки Джексон надел белую рубашку из китайского шёлка. Позднее, в ролике на песню «Come Together», он появился в жёлтой рубашке из того же материала. Кроме того, для видеоклипа певец надел увесистый металлический пояс, напоминающий чемпионские пояса боксёров. Аналогичные аксессуары Джексон впоследствии носил на концертах Bad World Tour.
В связи с тем, что видеоклип на песню «Smooth Criminal» является трибьютом Фреду Астеру, образ Джексона в ролике во многом повторяет образ Тони Хантера, главного героя мюзикла «Театральный фургон» в эпизоде «The Girl Hunt»: белый костюм в стиле 40-х гг., федора, галстук, атласная синяя рубашка. Однако, певец дополнил свой костюм новыми деталями: повязкой на правом рукаве, укороченными брюками и заклеенными белым пластырем пальцами правой руки. Пластырь на пальцах играл ту же роль, что и белая перчатка, расшитая стразами: он привлекал внимание зрителей к движениям рук Джексона.

## Релиз ипромо
На подготовку альбома и промокампании к нему у Джексона и Джонса ушло 18 месяцев. Руководство Epic Records требовало как можно скорее закончить Bad, и назначило крайний срок — 30 июня 1987 года, однако, основная часть работы была завершена лишь к 10 июля, когда была сделана мастер-запись. По словам Джонса, если бы не давление со стороны звукозаписывающего лейбла, команда могла провести в студии ещё год. Бюджет альбома составил больше 2 млн. долларов. Релиз Bad состоялся 31 августа 1987 года, в продажу поступили виниловые пластинки, компакт-кассеты и компакт-диски.

### Коммерческий успех
За первую неделю после релиза было продано 350 тыс. экземпляров — Bad является одним из самых быстро продаваемых альбомов в мире. В сентябре пластинка дебютировала на вершинах американского хит-парада Billboard 200 и британского UK Albums Chart. Всего Bad возглавил чарты 25-ти стран мира. В период с 1987 по 1989 год Джексон выпустил девять из одиннадцати треков из альбома в качестве синглов, пять из них возглавили хит-парад Billboard Hot 100 — таким образом певец установил рекорд по количеству синглов № 1 из одной пластинки в американском чарте. Bad занимает 9 место в списке самых продаваемых альбомов всех времён в Великобритании. Мировые продажи пластинки по различным источникам составляют от 30 до 45 миллионов экземпляров.

### Синглы и видеоклипы
22 июля 1987 года состоялся релиз первого сингла из Bad — «I Just Can’t Stop Loving You». Песня возглавила Billboard Hot 100, R&B Singles, Hot Adult Contemporary Tracks, UK Singles Chart и получила золотую сертификацию от RIAA.
Вторым синглом из пластинки стал титульный трек «Bad». Песня сопровождалась 18-минутным короткометражным фильмом режиссёра Мартина Скорсезе. Сюжет частично перекликается с историей убийства чернокожего подростка, которая вдохновила певца на создание песни. Ролик вошёл в список самых дорогих музыкальных видеоклипов. «Bad» стал вторым синглом № 1 из альбома Джексона в американском чарте и получил серебряную сертификацию во Франции и платиновую в Австралии. Композиция, записанная музыкантом с изменённым текстом, сопровождала телевизионные рекламные ролики Pepsi с певцом в главной роли.
Видеоклип, по сюжету которого певец пытается привлечь внимание девушки на тёмной улице, сопровождал третий сингл из альбома Bad — «The Way You Make Me Feel». Песня была выпущена в качестве сингла 9 ноября 1987 года, а в январе 1988 песня достигла вершины Billboard Hot 100. Сингл получил золотой статус в Австралии и серебряный в Великобритании.
В январе 1988 года четвёртым синглом из альбома было решено выпустить композицию «Man in the Mirror». Видеоклип на песню демонстрирует картины массового голода, войны и проявлений расизма. Композиция получила платиновую сертификацию от BPI. Кроме того, по данным британской компании Official Charts Company на 2014 год, «Man in the Mirror» — самый продаваемый сингл Джексона в цифровом формате на территории Великобритании.
Песня «Dirty Diana» стала рекордным пятым синглом из альбома певца, достигшим вершины американского чарта Billboard Hot 100. Видеоклип на песню представляет собой концертное выступление Джексона перед живой аудиторией. В съёмках принял участие и гитарист Стив Стивенс. Премьера ролика состоялась в апреле 1988 года на телеканале MTV за несколько дней до релиза сингла.
«Another Part of Me» — шестой сингл из пластинки. Песня стала 11-й в Billboard Hot 100 и поднялась на вершину Hot R&B/Hip-Hop Songs. В качестве видеоклипа на песню использовался ролик, смонтированный из фрагментов концертов тура Джексона Bad World Tour в Париже и Лондоне.
Сингл «Smooth Criminal» был выпущен 5 октября 1988 года. В видеоклипе на песню музыкант продемонстрировал несколько элементов, ставших его визитными карточками: «антигравитационный наклон», заклеенные белым пластырем пальцы руки и повязку на рукаве. «Smooth Criminal» добрался до 7-й строчки в американском сингловом чарте и стал «золотым» в Великобритании и Мексике.
Композиции «Leave Me Alone» и «Liberian Girl» были выпущены в качестве синглов лишь в Австралии и странах Европы, оба релиза сопровождались видеоклипами. Ролик «Leave Me Alone» был смонтирован в стилистике игрового кино, совмещавшего в себе анимацию и актёрскую игру. Видео высмеивало абсурдные сплетни, окружавшие певца. Сингл возглавил хит-парад Ирландии и вошёл в первую пятёрку чартов Великобритании, Бельгии и Нидерландов. На съёмки видеоклипа «Liberian Girl» были приглашены более 30-ти знаменитостей: Стивен Спилберг, Вупи Голдберг, Джон Траволта и многие другие. Песня стала № 1 лишь в Ирландии.
В качестве синглов планировалось выпустить и две оставшиеся песни из альбома: «Just Good Friends» и «Speed Demon». Режиссёр, создатель пластилиновой анимации Уилл Винтон снял видеоклип «Speed Demon», по сюжету которого Джексон ускользает от толпы туристов, папарацци и полиции. Релиз песни первоначально должен был состояться вместо «Leave Me Alone».

### Фильм «Лунная походка» и играMichael Jackson’s Moonwalker
Одновременно с подготовкой альбома Джексон работал с несколькими режиссёрами над музыкальным фильмом «Лунная походка». Полнометражную ленту планировали показать в кинотеатрах США на Рождество 1988 года, но, по каким-то причинам, план был свёрнут. Фильм был выпущен на VHS в начале 1989 года.
Лента открывается роликом, смонтированным из нескольких выступлений Джексона с песней «Man in the Mirror» на Bad World Tour и автобиографической компиляцией из концертных выступлений певца, сольных и с группой The Jackson 5. Затем следуют несколько видеоклипов: «Badder» (снятая специально для фильма пародия на «Bad», в которой все роли сыграли дети), «Speed Demon» и «Leave Me Alone».
Центральной сюжетной линией ленты стал 40-минутный эпизод «Smooth Criminal», снятый Колином Чилверсом, бюджет съёмок составил 8 миллионов долларов. Завершается фильм выступлением Джексона перед живой аудиторией с кавер-версией на песню группы The Beatles «Come Together».
По мотивам фильма в период с 1989 по 1990 год была выпущена видеоигра Michael Jackson’s Moonwalker. В качестве саундтрека к игре были использованы песни Джексона из альбомов Thriller и Bad. На игровых уровнях певец появляется в образе из эпизода «Smooth Criminal».

### Концертные выступления
Незадолго до выпуска альбома было объявлено о том, что музыкант поедет в турне в его поддержку. Bad World Tour — первый сольный мировой тур Майкла Джексона. Певец дал 123 концерта в 15 странах, шоу посетили 4,4 миллиона человек, кассовые сборы составили 125 миллионов долларов, что сделало Bad World Tour самым прибыльным концертным турне сольного исполнителя в 1980-х гг. Первое шоу состоялось 12 сентября 1987 года в Японии, последнее — 27 января 1989 года в США.
Джексон дал семь концертов на стадионе «Уэмбли» в Лондоне, билеты на них были полностью распроданы, эти шоу посетили 504 тыс. человек: певец установил рекорд посещаемости площадки. Достижение так и осталось не побитым, в 2003 году стадион был снесён. Один из лондонских концертов посетили представители королевской семьи Великобритании: принцесса Диана и принц Чарльз. Узнав об этом, Джексон исключил из сет-листа песню «Dirty Diana» считая, что композиция о «распутной Диане» может оскорбить принцессу. Однако перед концертом она призналась Джексону, что это — одна из её любимых песен музыканта, и что ей хотелось бы её услышать. Но певец так и не смог выполнить просьбу принцессы, поскольку до начала шоу оставались считанные минуты. В 2012 году, в честь 25-летия альбома, этот концерт был выпущен на DVD Live at Wembley July 16, 1988. На заключительном шоу турне в Лос-Анджелесе среди зрителей были Софи Лорен, Смоки Робинсон, Донна Саммер, основатель Motown Records Берри Горди и другие знаменитости; Стив Стивенс поднялся на сцену, чтобы сыграть гитарное соло в «Dirty Diana», а Стиви Уандер исполнил с Джексоном песню «Bad».
2 марта 1988 года на 30-й церемонии вручения премии «Грэмми» Джексон исполнил песни «The Way You Make Me Feel» и «Man in the Mirror». Это выступление стало первым появлением певца на телевидении с 1985 года. Несмотря на то, что сам музыкант не получил ни одной статуэтки, его перфоманс оказался в центре всеобщего внимания. В Rolling Stone писали: «Это выступление настолько же грандиозно и значительно, насколько и лунная походка, исполненная им на 25-летии Motown Records».

## Реакция критиков
| Оценки критиков               | Оценки критиков |
| Источник                      | Оценка          |
| ----------------------------- | --------------- |
| Роберт Кристгау               | B+              |
| The New York Times            | положительная   |
| The Chicago Tribune           | положительная   |
| Los Angeles Times             | положительная   |
| Rolling Stone                 | [ 35 ]          |
| The Rolling Stone Album Guide | [ 140 ]         |
| NPR                           | средняя         |
| Allmusic                      | [ 141 ]         |
| The Atlantic                  | положительная   |
| Entertainment Weekly          | B+              |
| El País                       | [ 143 ]         |
| Cashbox                       | положительная   |

«Альбом продемонстрировал растущую уверенность Джексона в себе, он показал себя как автора песен и продюсера, — писал Джон Мёрф в The Atlantic, — Певец активно искал возможность сделать своё звучание мейнстримовым в поп-музыке и ритм-н-блюзе». Критик отметил, что Bad был скорее переходной записью музыканта между Thriller и Dangerous: в таких песнях как «Bad», «Speed Demon» и «Smooth Criminal» можно отследить движение Джексона в сторону нью-джек-свинга — музыкального стиля, в котором и была выдержана следующая пластинка певца. Журналистам радио NPR, напротив, показалось, что музыкант потерял свою независимость, и альбом был записан под слишком сильным влиянием Куинси Джонса. В The New York Times пластинку посчитали «безликой» по сравнению с Thriller: несмотря на то, что для Bad Джексон написал больше песен, чем для предыдущей пластинки (9 против 4), он ничем не показал свою индивидуальность, «но в целом, это качественно сделанная, запоминающаяся запись». «Любой, кто обвиняет альбом в посредственности, слишком ограничен, чтобы расслышать, как профессионалы превосходят самих себя. Это самый сильный и последовательный альбом в чёрной поп-музыке за много лет», — писал Роберт Кристгау. «Любые сравнения с Thriller несущественны, за исключением одного, — заметил критик из Rolling Stone, — даже без такой значительной записи, как „Billie Jean“, Bad лучше. Заполняющие его песни, такие как „Speed Demon“, „Dirty Diana“, возможно, „Liberian Girl“ делают новую пластинку богаче, сексуальнее и ярче забытых композиций из предыдущей». По мнению рецензента El País: «Bad — не Thriller. Это и не нужно. Певец предстал в новой пластинке более творческим, вдохновлённым, идущим в ногу со временем». По оценке критика Cashbox: «Пластинка полна энтузиазма, теплоты и монструозных хуков, в ней много ярких треков». «Результатом работы Джексона и Джонса стал более зрелый, отточенный альбом, затрагивающий ещё более мрачные тематики», — писала журналистка The Telegraph. Некоторые рецензенты критиковали Bad за излишнее изобилие ритмичных композиций и отсутствие эмоциональности. При этом, в журнале Time альбом назвали «прогрессивной танцевальной музыкой» и подчеркнули сочетание красноречия в текстах песен и мастерского использования Джексоном скэта. В The Chicago Tribune писали о заразительных ударных и драйвовых синтезаторных поп-мелодиях, наполняющих пластинку. Наиболее высоко критики оценили композиции «Man in the Mirror», «The Way You Make Me Feel» и «Smooth Criminal».

### Рейтинги и списки
| Издание             | Рейтинг/Список                                       | Источник |
| ------------------- | ---------------------------------------------------- | -------- |
| Q                   | Список записей года, 1987                            | [ 147 ]  |
| Rolling Stone       | 500 величайших альбомов всех времён                  | [ 148 ]  |
| New Musical Express | 500 величайших альбомов всех времён                  | [ 149 ]  |
| VH1                 | Величайшие альбомы всех времён                       | [ 150 ]  |
| Slant Magazine      | 100 лучших альбомов 1980-х                           | [ 151 ]  |
| Книга               | 1001 альбом, которые вы должны прослушать, пока живы | [ 152 ]  |

## Переиздания
В первый раз альбом был переиздан на компакт-дисках в 2001 году под названием Bad: Special Edition. Релиз, помимо первоначального списка композиций, включал в себя бонусный материал: аудиоинтервью с Куинси Джонсом и три композиции, записанные Джексоном во время студийных сессий Bad: «Streetwalker», «Todo Mi Amor Eres Tu» (испаноязычная версия «I Just Can’t Stop Loving You») и «Fly Away».
В ноябре 2011 года стало известно о том, что пластинка будет вновь переиздана с ранее невыпущенным материалом в качестве бонуса в честь 25-летия альбома. Релиз Bad 25 состоялся 18 сентября 2012 года, в продажу поступили стандартные двухдисковые издания и несколько вариантов делюкс-бокс-сетов. Самый крупный из них состоит из четырёх дисков: оригинального альбома, диска с демоверсиями ранее не выпущенных композиций, DVD с концертом Джексона на Bad World Tour на стадионе «Уэмбли» и CD с аудиозаписью с него. Из переиздания были выпущены два сингла: «I Just Can’t Stop Loving You» с новым бонусным треком «Don’t Be Messin' Around» и ремикс на песню «Bad» от диджея Афроджека с участием рэпера Pitbull. Режиссёр Спайк Ли на основе авторских интервью и архивных материалов снял документальный фильм о создании альбома Bad — «Bad 25». Премьера ленты состоялась вне конкурса на 69-м Венецианском кинофестивале в середине сентября 2012 года.

## Список композиций
| №                   | Название                                         | Автор(ы)                    | Длительность |
| ------------------- | ------------------------------------------------ | --------------------------- | ------------ |
| 1.                  | «Bad»                                            | Майкл Джексон               | 4:07         |
| 2.                  | «The Way You Make Me Feel»                       | Джексон                     | 4:59         |
| 3.                  | «Speed Demon»                                    | Джексон                     | 4:01         |
| 4.                  | «Liberian Girl»                                  | Джексон                     | 3:53         |
| 5.                  | «Just Good Friends» (со Стиви Уандером)          | Терри Бриттен, Грэхэм Лил   | 4:05         |
| 6.                  | «Another Part of Me»                             | Джексон                     | 3:54         |
| 7.                  | «Man in the Mirror»                              | Саида Гарретт, Глен Баллард | 5:19         |
| 8.                  | «I Just Can't Stop Loving You» (c Саидой Гаррет) | Джексон                     | 4:25         |
| 9.                  | «Dirty Diana»                                    | Джексон                     | 4:52         |
| 10.                 | «Smooth Criminal»                                | Джексон                     | 4:19         |
| 11.                 | «Leave Me Alone» (только на CD-издании альбома)  | Джексон                     | 4:38         |
| Общая длительность: | Общая длительность:                              | Общая длительность:         | 48:32        |

## Участники записи
| - Майкл Джексон — тексты, музыка, вокал, бэк-вокал, аранжировка вокала и ритма, сопродюсер - Куинси Джонс — продюсер, аранжировка ритма - Брюс Свиден — звукорежиссёр, микшер, запись голоса, ударные - Саида Гарретт — текст песни, вокал, бэк-вокал - The Winans, хор Андре Крауча — бэк-вокал - Натан Ист — бас-гитара - Джимми Смит — соло на органе Хаммонда - Грег Филингейнс — соло на синтезаторе - Джон Робинсон, Мико Брандо, Олли Е. Браун, Ньдугу Чанклер, Билл Боттрелл — ударные - Дуглас Гетшал — программирование ударных - Дэвид Уильямс, Билл Боттрелл, Эрик Гейл, Дэнни Халл, Стив Стивенс, Данн Хафф, Майкл Ландау, Пол Джексон — гитары | - Гэри Грант, Джерри Хэй — трубы - Кен Кэйлат, Том Джонс — звукорежиссёры - Паулинью да Кошта, Олли Е. Браун — перкуссия - Стефан Стефанович — клавишные - Ким Хатчкрофт, Ларри Уильямс — саксофон - Кристофер Карелл — синклавир, «стиральная доска», синтезатор - Джон Барнс, Майкл Боддикер, Грег Филлингейнс, Ретт Лоуренс, Дэвид Пейч — синтезаторы - Джон Барнс — рояль - Джерри Хэй — аранжировка духовых - Ларри Уильямс, Эрик Першинг, Стив Поркаро — программирование синтезаторов - Ларри Уильямс — миди саксофон |

## Позиции в чартах и сертификации
| Чарт (1987)    | Высшая позиция |
| -------------- | -------------- |
| Австралия      | 2              |
| Аргентина      | 1              |
| Австрия        | 1              |
| Бельгия        | 1              |
| Бразилия       | 1              |
| Великобритания | 1              |
| Германия       | 1              |
| Гонконг        | 1              |
| Греция         | 1              |
| Дания          | 1              |
| Зимбабве       | 1              |
| Израиль        | 1              |
| Испания        | 1              |
| Италия         | 1              |
| Канада         | 1              |
| Нидерланды     | 1              |
| Новая Зеландия | 1              |
| Норвегия       | 1              |
| США            | 1              |
| Турция         | 1              |
| Финляндия      | 1              |
| Франция        | 1              |
| Швейцария      | 1              |
| Швеция         | 1              |
| ЮАР            | 1              |
| Япония         | 1              |

| Страна                 | Сертификация   |
| ---------------------- | -------------- |
| Израиль (NMC)          | Золотой        |
| Португалия (UNEVA)     | Золотой        |
| Сингапур (RIAS)        | Золотой        |
| Финляндия (IFPI)       | Золотой        |
| Япония (RIAJ)          | Золотой        |
| Гонконг (IFPIHK)       | Платиновый     |
| Мексика (AMPROFON)     | Платиновый     |
| Нидерланды (NVPI)      | Платиновый     |
| Норвегия (IFPI)        | Платиновый     |
| Швейцария (IFPI)       | 2× Платиновый  |
| Швеция (IFPI)          | 2× Платиновый  |
| Испания (PROMUSICAE)   | 3× Платиновый  |
| Австрия (IFPI)         | 4× Платиновый  |
| Германия (BVMI)        | 4× Платиновый  |
| Дания (IFPI)           | 4× Платиновый  |
| Австралия (ARIA)       | 6× Платиновый  |
| Канада (Music Canada)  | 7× Платиновый  |
| Новая Зеландия (RIANZ) | 9× Платиновый  |
| Великобритания (BPI)   | 14× Платиновый |
| США (RIAA)             | Бриллиантовый* |
| Франция (SNEP)         | Бриллиантовый  |

## Награды и номинации
| Год  | Награда                                 | Номинированная работа      | Категория                                               | Результат | Источник        |
| ---- | --------------------------------------- | -------------------------- | ------------------------------------------------------- | --------- | --------------- |
| 1988 | American Music Awards                   | «Bad»                      | Лучший мужской соул/ритм-н-блюз сингл                   | Победа    | [ 189 ]         |
| 1988 | Grammy Awards                           | Bad                        | Альбом года                                             | Номинация | [ 190 ]         |
| 1988 | Grammy Awards                           | Bad                        | Лучшая работа инженера                                  | Победа    | [ 191 ]         |
| 1988 | Grammy Awards                           | Bad                        | Продюсер года                                           | Номинация | [ 190 ]         |
| 1988 | Grammy Awards                           | «Bad»                      | Лучший мужской поп-вокал                                | Номинация | [ 190 ]         |
| 1988 | Grammy Awards                           | «Bad»                      | Лучший мужской ритм-н-блюз вокал                        | Номинация | [ 190 ]         |
| 1988 | Grammy Awards                           | «Man in the Mirror»        | Запись года                                             | Номинация | [ 190 ] [ 192 ] |
| 1988 | MTV Video Music Awards                  | «Bad»                      | Лучшая хореография                                      | Номинация | [ 193 ]         |
| 1988 | MTV Video Music Awards                  | «The Way You Make Me Feel» | Лучшая хореография                                      | Номинация | [ 193 ]         |
| 1988 | Japan Gold Disc Awards                  | Bad                        | Альбом года                                             | Победа    | [ 194 ]         |
| 1988 | Japan Gold Disc Awards                  | Bad                        | Лучший рок/фолк альбом зарубежного сольного исполнителя | Победа    | [ 194 ]         |
| 1989 | BRIT Awards                             | «Smooth Criminal»          | Лучшее музыкальное видео                                | Победа    | [ 195 ]         |
| 1989 | People's Choice Awards                  | «Smooth Criminal»          | Любимое музыкальное видео                               | Победа    | [ 196 ]         |
| 1989 | Soul Train Music Awards                 | Bad                        | Лучший ритм-н-блюз альбом                               | Победа    | [ 197 ]         |
| 1989 | Soul Train Music Awards                 | «Bad»                      | Лучший сингл в жанре соула                              | Победа    | [ 197 ]         |
| 1989 | Soul Train Music Awards                 | «Man in the Mirror»        | Лучший сингл в жанре современного ритм-н-блюза          | Победа    | [ 197 ]         |
| 1989 | Soul Train Music Awards                 | «Man in the Mirror»        | Лучший видеоклип в жанре современного ритм-н-блюза      | Победа    | [ 197 ]         |
| 1989 | World Music Awards                      | «Dirty Diana»              | Видео № 1 в мире                                        | Победа    | [ 40 ]          |
| 1989 | MTV Video Music Awards                  | «Leave Me Alone»           | Видео года                                              | Номинация | [ 198 ]         |
| 1989 | MTV Video Music Awards                  | «Leave Me Alone»           | Видео-прорыв                                            | Номинация | [ 199 ]         |
| 1989 | MTV Video Music Awards                  | «Leave Me Alone»           | Лучшие спецэффекты                                      | Победа    | [ 199 ]         |
| 1989 | MTV Video Music Awards                  | «Leave Me Alone»           | Лучшая работа художника-постановщика                    | Номинация | [ 199 ]         |
| 1989 | MTV Video Music Awards                  | «Leave Me Alone»           | Лучший монтаж                                           | Номинация | [ 199 ]         |
| 1989 | MTV Video Music Awards                  | «Leave Me Alone»           | Выбор зрителей                                          | Номинация | [ 199 ]         |
| 1989 | MTV Video Music Awards                  | «Smooth Criminal»          | Лучшее танцевальное видео                               | Номинация | [ 198 ]         |
| 1989 | MTV Video Music Awards                  | «Smooth Criminal»          | Лучшая хореография                                      | Номинация | [ 198 ]         |
| 1989 | MTV Video Music Awards                  | «Smooth Criminal»          | Лучшая кинематография                                   | Номинация | [ 199 ]         |
| 1989 | Juno Awards                             | Bad                        | Международный альбом года                               | Номинация | [ 200 ]         |
| 1989 | International Advertising Film Festival | «Leave Me Alone»           | Золотой лев за лучшую работу года                       | Победа    | [ 201 ]         |
| 1990 | Grammy Awards                           | «Leave Me Alone»           | Лучшее музыкальное видео, короткометражная форма        | Победа    | [ 190 ]         |